# 静かなる侵略者
「静かなる侵略者」（しずかなるしんりゃくしゃ、原題: Day of the Moon）は、イギリスのSFドラマ『ドクター・フー』の第6シリーズ第2話。製作総指揮のスティーヴン・モファットが脚本、トビー・ヘインズが監督を担当し、2011年4月30日にイギリスの BBC One とアメリカ合衆国のBBCアメリカで初放送された。4月23日の「ドクターからの招待状」で始まった二部作の後編である。
舞台は1969年のアメリカ。タイムトラベラーの異星人11代目ドクター（演:マット・スミス）と彼のコンパニオンのエイミー・ポンド（演:カレン・ギラン）とローリー・ウィリアムズ（演:アーサー・ダーヴィル）および考古学者リヴァー・ソング（演:アレックス・キングストン）、そしてFBI捜査官カントン・デラウェア3世（演:マーク・A・シェパード）は、記憶を奪う性質を持つ異星人サイレンスに対して人類の革命を導こうとする。
「ドクターからの招待状」と「静かなる侵略者」は第6シリーズのダークな幕開けとしてデザインされ、番組史上初めて主要撮影がアメリカで行われた。モファットはエリア51やアポロ11号の月面着陸およびリチャード・ニクソン大統領（演:スチュアート・ミリガン）をプロットに取り入れることに熱心だった。イギリスにおける視聴者数は730万人で、批評家からは一般に肯定的にレビューされたが、劇中で応えられていない多くの謎に心配する者も多かった。

## 連続性
サイレンスのタイムエンジンのセットは第5シリーズ「下宿人」で使用されたものであり、劇中でドクターも見たことがあると述べている。サイレンスがドクターに自らの種族の名を明かす時、ドクターはサイレンスが先に言及されてい居た「11番目の時間」と「ヴェネチアの吸血鬼」の出来事を回想する。アイパッチを装着した女性（演:フランシス・バーバー）は本作で初めて登場し、後の「セイレーンの呪い」や「人造人間たち」で同様の登場を果たし、「ゲンガーの反乱」でエイミーとの繋がりが明かされる。ドクターはターディスのスキャナーを使用し、エイミーの妊娠状態が定まらないことを突き止める。彼はスキャナーを「セイレーンの呪い」や「人造人間たち」でも繰り返し使い、そのたびに同じ結果が表示される。
ドクターとローリーは2人もローマ帝国滅亡の場にいた話をする。ローリーは「ビッグバン」でローマ時代から現代までパンドリカをオウトンとして守り続け、初代ドクターは間接的に The Romans（1965年）でローマ大火を引き起こした。本作でドクターはエリア51に監禁されるが、エリア51には10代目ドクターがアニメ Dreamland で訪れている。

## 製作

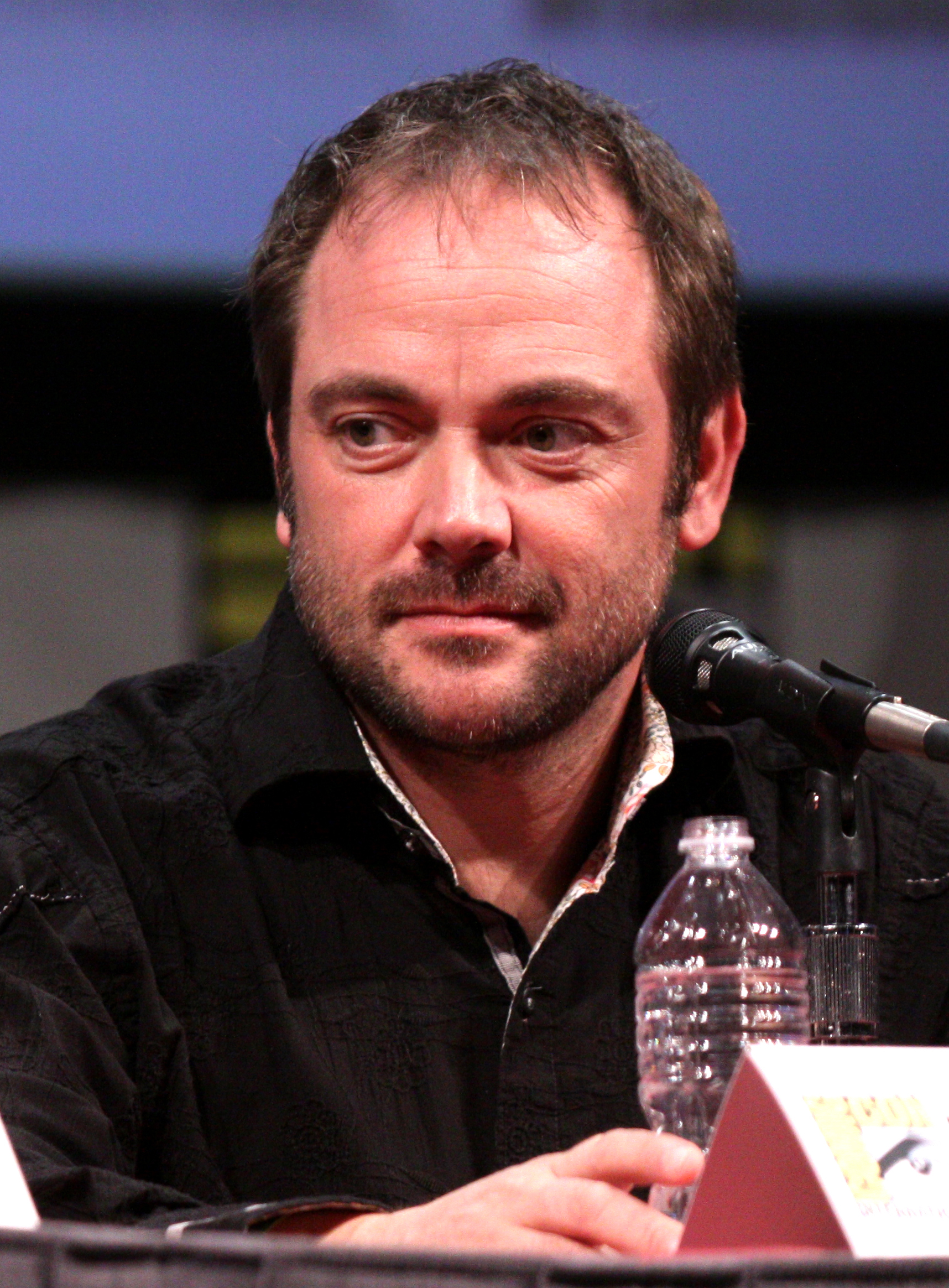
冒頭のシーンは、ゲスト俳優マーク・シェパードがアメリカのテレビで悪役を演じていた経歴に基づいている。

放送前に、筆頭脚本家スティーヴン・モファットは本作が『ドクター・フー』史上最もダークな幕開けの1つになるだろうと述べた。監督トビー・ヘインズは「ドクターからの招待状」や「静かなる侵略者」のような暗いエピソードにより、番組がより危険な領域に突入できると確信した。サイレンスの製作は部分的にエドヴァルド・ムンクの絵画『叫び』にインスパイアされた。サイレンスの導入は製作チームにとって大きな挑戦となった。サイレンスは第5シリーズを通して繰り返されてきた、"静寂が訪れる"というストーリー・アークと結びつく。モファットは第5シリーズでこのストーリー・アークを終わらせる気がなく、続けた方がより面白いだろうと感じていた。カントン・デラウェア3世が冒頭でドクターたちに対して敵対的な態度を取っていたのは、マーク・シェパードがアメリカのテレビドラマで悪役を演じていたことを元にしている。また、モファットはエリア51にドクターを収監させるアイディアにも積極的であった。ドクター収監時のスミスは髭を糊付けしており、剥がすのに苦労した。
ニクソンをプロットに組み込んだのは当初から意図されていたものではなかった。モファットは月面着陸を取り巻く舞台を求め、当時のアメリカ合衆国大統領を探した。彼は当時の大統領がニクソンという"クズ"だったことに失望し、当初第3シリーズの「鳴り響くドラム」でなされたような、一般的で名前のない大統領を使うことも考えた。しかし、彼は「現実の出来事を部分的にしか描かない物語には違和感がある」と考え、ニクソンを使用することに前向きになった。モファットは滑稽的に気まずいものがあると考えたほか、ドクターが好まない人物と共に力を合わせなくてはならない状況が面白いだろうと確信した。本作ではウォーターゲート事件やデービッド・フロストへの言及も盛り込まれている。
「ドクターからの招待状」と「静かなる侵略者」は『ドクター・フー』の主要撮影が初めてアメリカ合衆国で行われた例となった。エピソード冒頭のシーンの多くはアメリカ合衆国で撮影された。デラウェアがエイミーを追うシーンはユタ州の神々の谷で撮影され、ギランは標高のせいで走りづらかったと語った。エイミーがカントンと対峙するシーンは台本では3人のサイレンスが目撃していたが、収録されたバージョンではサイレンスは登場しない。デラウェアがローリーを追い詰めたシーンはアリゾナ州のグレンキャニオンダムで撮影され、合衆国で撮影された最後のシーンとなった。デラウェアがニューヨークでデラウェアを追うシーンは中央カーディフで撮影された。ジャンプのシーン用にスタジオにセットが組み立てられ、スタントウーマンがキングストンの代わりにジャンプした。エリア51を舞台とするシーンはサウスウェールズの大型の偽装した格納庫で撮影された。
フロリダの孤児院はモンマスシャーのトロイ・ハウスで撮影された。建物の外の嵐のエフェクトは、製作チームが屋外に雷を再現するフラッシュライト雨降らし機を設置して撮影された。サイレンスはマーニックス・ヴァン・デン・ブルークやその他の演者たちが演技した。サイレンスのマスクは演者にとって視界の確保が難しく、歩くときには2人以上に案内されなくてはならなかった。ヴェン・デン・ブルークはエピソードで見られるサイレンスの声を出してはおらず、ポストプロダクションで音声が追加された。コントロールルームのセットは「下宿人」のものが本作でも使用された。モファットはこのセットがサイレンスの基地に適切だと感じ、もう一度使いたいと思った。セットは本作向けにより暗く、悪という印象を抱かせるように改装された。

## 放送と反応
「静かなる侵略者」は4月30日午後6時にイギリスの BBC OneとアメリカのBBCアメリカで初放送された。当夜の視聴者数の速報値は540万人で、「ドクターからの招待状」から110万人減少した。BBC One での最終数値は730万人に達し、同チャンネルではその週で7番目に多く視聴された。Appreciation Index は87を記録した。
日本では『ドクター・フー ニュー・ジェネレーション』第2シリーズとして2016年8月から第6シリーズのレギュラー放送がAXNミステリーにて始まり、8月4日午後11時5分から「ドクターからの招待状」に続く形で放送された。

### 批評家の反応
本作はテレビ評論家から一般に肯定的なレビューを受けた。ガーディアン紙のダン・マーティンは本作のアクション・緊張感・ホラー・ビジネススーツを着用したリヴァーを称賛したが、「中盤で少したわんだ」とも感じた。彼は孤児院でのエイミーとデラウェアのシーンが本作の"恐怖の要因"であったと確信した。後に彼はシーズンフィナーレを除く第6シリーズで「静かなる侵略者」を第4位に位置付けた。デジタル・スパイのモーガン・ジェフェリーは「シリーズ第1話のキックオフとなったセンセーショナルな開幕の初手の後で、「静かなる侵略者」が同様にスリリングなアクションの猛攻撃で始まることは驚くべきことではないかもしれない」と述べた。ジェヘリーはナノレコーダーに肯定的であり、ナノレコーダーにより本作に「登場人物がサイレンスについての自身の怖ろしい驚嘆を聞き返す、数多くの不安な瞬間」がもたらされていると述べた。しかし、ジェフェリーは最後のシーンで本作の最大の欠点が露わになっていると述べ、あまりにも多くの謎が未解決のままであることを指摘した。「『ドクターからの招待状』は一流の設定をした一方で、『静かなる侵略者』はその解決方法においてわずかに躓いている」としてレビューを締め括ったジェフリーは、本作に星4つを与えた。
メトロのトム・フィリップスは「孤児院でのエイミーとカントンの滞在は、最近の主流のテレビ番組の中では肌を這うようなホラーとして高く評価できる。死体のようなコウモリのごとく天井に巣食うサイレンスのイメージは多くの子どもたちの悪夢の中に生き続けるだろう。ただそれだけではなく、まさしくきちんと奇妙なものでもあった」と主張した。SFXのデイヴ・ゴールダーは「シリーズは今まで他の物と違うようにシェイプアップしてきたが、一連の独立した物語形式の伝統的なシリーズから『LOST』スタイルの物語に番組がさらに移り変わっている」と考えたが、「単なる遅れた満足のエクササイズではない。楽しみが欲しい？不気味なものが欲しい？アクションが欲しい？全てある。小綺麗な蝶ネクタイできちんと全てが結ばれている」と述べた。彼は「傑出した演出、ほとんど完璧なエフェクト、豪華なロケ地に我々は再び魅了された……『静かなる侵略者』は巨大な面白いもので、楽々と楽しませてくれるし、艶やかなほど怪しく、視聴者を釘付けにしておく予想外の衝撃的なクリフハンガーを授かっている」とも論評し、本作に4つ星を授けた。
IGNの批評家マット・リズレイは10点満点中9点と評価し、「スリルと寒気、『ドクターからの招待状』の頭皮を引っ掻くようなプロットの捻りが維持され、前作の大変なペースにも微調整が加わり、ほぼ完璧なプロットの45分のテレビ番組に仕上がっている」と述べた。「ドクターからの招待状」と比較しながら彼は「より怖ろしく、より不気味で……そして全てにアクションがさらに詰まっていて……物事は好適に雄大で、神話を拡張した調子にある」と続け、「全体としてこの番組には新しいブランドエネルギーがあり、ここから『ドクター・フー』がどこへ向かうのか見るのが待ちきれない」と結論した。
デイリー・テレグラフのギャヴィン・フラーは本作にさらに批判的であり、「先週興味深いクリフハンガーを設定していたのに、今週のエピソードのプレクレジット部分でスティーヴン・モファットがまたもや同じトリックを使ったのには少しイライラした」と述べたほか、「エイミーとローリーが撃たれたことにさらなる衝撃を受けた」が、先週との空白がどのように埋まるのか、先週の出来事にどのような影響を受けたのか、視聴者に正確に説明されていないと批判した。フラーはプロットと結末が「答え以上に疑問を増やしただけ」であるとし、全体のストーリーラインについては「何週にも亘る視聴者の集中を必要とするだろう。そして少なからぬファンが好ましくない状況に困惑したままになると私は思う」と述べた。しかし彼はまだエピソードが興味深いものであると感じ、「いつどのように脚本家が想像力を使うのかということを示してくれた」と述べた。